# Matrona taoi
Matrona taoi – gatunek ważki z rodziny świteziankowatych (Calopterygidae). Występuje w północnym i centralnym Wietnamie.
Gatunek ten opisali w 2011 roku Quoc Toan Phan & Matti Hämäläinen na łamach czasopisma „Zootaxa”. Miejsce typowe to Park Narodowy Xuân Sơn w prowincji Phú Thọ w północnym Wietnamie. Holotypem jest samiec odłowiony w listopadzie 2010 roku. Oprócz niego autorzy wyznaczyli i przebadali też paratypy – 3 samce i 7 samic, odłowiono je w grudniu 2009 i listopadzie 2010 roku w tej samej lokalizacji co holotyp.